# 8156 Tsukada
8156 Tsukada eller 1988 TR är en asteroid i huvudbältet som upptäcktes den 13 oktober 1988 av de båda japanska astronomerna Kazuro Watanabe och Kin Endate vid Kitami-observatoriet. Den är uppkallad efter Shinsuke Tsukada.
Asteroiden har en diameter på ungefär 6 kilometer.